# Flota vitjasi
Flota vitjasi är en ringmaskart som beskrevs av Buzhinskaya 1977. Flota vitjasi ingår i släktet Flota och familjen Flabelligeridae. Inga underarter finns listade i Catalogue of Life.